# جورج كرامب
جورج كرامب (بالإنجليزية: George Crumb)‏ هو ملحن وموسيقي أمريكي، ولد في 24 أكتوبر 1929 في تشارلستون في الولايات المتحدة.

## وصلات خارجية
- الموقع الرسمي
- جورج كرامب على موقع IMDb (الإنجليزية)
- جورج كرامب على موقع الموسوعة البريطانية (الإنجليزية)
- جورج كرامب على موقع مونزينجر (الألمانية)
- جورج كرامب على موقع ميوزك برينز (الإنجليزية)
- جورج كرامب على موقع إن إن دي بي (الإنجليزية)
- جورج كرامب على موقع أول ميوزيك (الإنجليزية)
- جورج كرامب على موقع ديسكوغز (الإنجليزية)